# Fauna selvatica in Cina

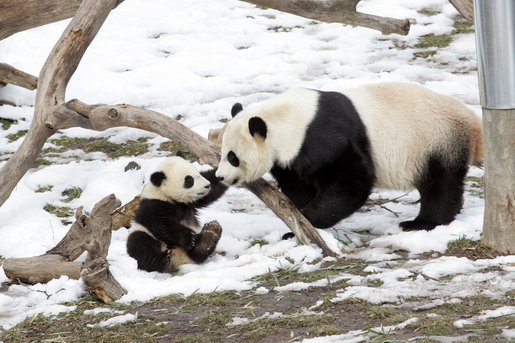
Il panda gigante è endemico in Cina, dove è una specie in pericolo e protetta.

La fauna selvatica in Cina è inserita in un paesaggio vasto e variegato, rendendo la nazione uno dei 17 paesi megadiversi del pianeta. Secondo alcune stime, il paese ospita almeno 7516 specie di vertebrati, tra cui 4936 specie di pesci, 1269 di uccelli, 562 di mammiferi, 403 di rettili e 346 di anfibi. In termini di numero di specie, la Cina si colloca al terzo posto nel mondo per i mammiferi, al settimo per rettili e anfibi e all'ottavo per gli uccelli. In ogni categoria, la Cina vanta la più alta biodiversità al di fuori della zona tropicale.
Molte delle specie animali presenti sono endemiche della Cina, tra cui la più celebre rappresentante della fauna selvatica del paese: il panda gigante. Complessivamente, circa un sesto delle specie di mammiferi e due terzi delle specie di anfibi sono endemici del territorio cinese.
La fauna cinese condivide generalmente il proprio habitat con l'essere umano e, di conseguenza, subisce una forte pressione dovuta alla presenza della più grande popolazione del pianeta. Almeno 840 specie animali sono minacciate, vulnerabili o considerate a rischio di estinzione locale, principalmente a causa delle attività umane, come la distruzione degli habitat naturali, l'inquinamento e il bracconaggio. Quest'ultimo non è praticato solo per il sostentamento alimentare, ma anche per il commercio di pellicce e per l'uso di parti animali nella medicina tradizionale cinese.
Le specie a rischio di estinzione sono protette dalla legge e, tra il 1956 e il 2005, la Cina ha istituito oltre 2349 riserve naturali, coprendo una superficie complessiva di 149,95 milioni di ettari, pari a circa il 15% della superficie totale del paese.

## Mammiferi

### Primati
Oltre alla più grande popolazione al mondo di homo sapiens, la Cina è anche sede di una dozzina di altre specie di primati comprendenti gibboni, macachi, scimmie del tipo Colobinae, Semnopithecus ("langurs grigio"), Rhinopithecus o scimmie dal naso camuso e Lorinae. A differenza degli esseri umani che sono oltre 1,3 miliardi, la maggior parte delle altre specie di primati cinesi sono in via di estinzione, minacciate e perciò protette.
A parte l'uomo, gli unici altri nativi tra i primati sono i gibboni, che sono scimmie minori che vivono sugli alberi usufruendo della brachiazione, il che gli permette di afferrarsi ai rami con i lunghi arti; sul terreno hanno invece raggiunto un parziale bipedismo, a differenza della stragrande maggioranza di altre scimmie che si trascina a quattro zampe. I gibboni possono essere riconosciuti dai loro forti richiami e le coppie durante il periodo dell'accoppiamento possono mettersi a cantare in duetto.
Il Nomascus hainanus o "gibbone nero orientale crestato" è tra le più rare e a rischio tra le scimmie; la specie è endemica dell'isola di Hainan, ove se ne possono trovare poche decine di individui nella riserva naturale nazionale Bawangling: come molti altri gibboni, il maschio Hainan è di colore per lo più nero e crestato, mentre la femmina ha la pelliccia dorata. Attualmente è presente solo con una ventina di esemplari nella regione autonoma di Guangxi Zhuang insieme a poche altre decine di residenti nel vicino Vietnam. Circa il 99% degli habitat di questo Hominoidea in Cina si andato via via irrimediabilmente perdendo.

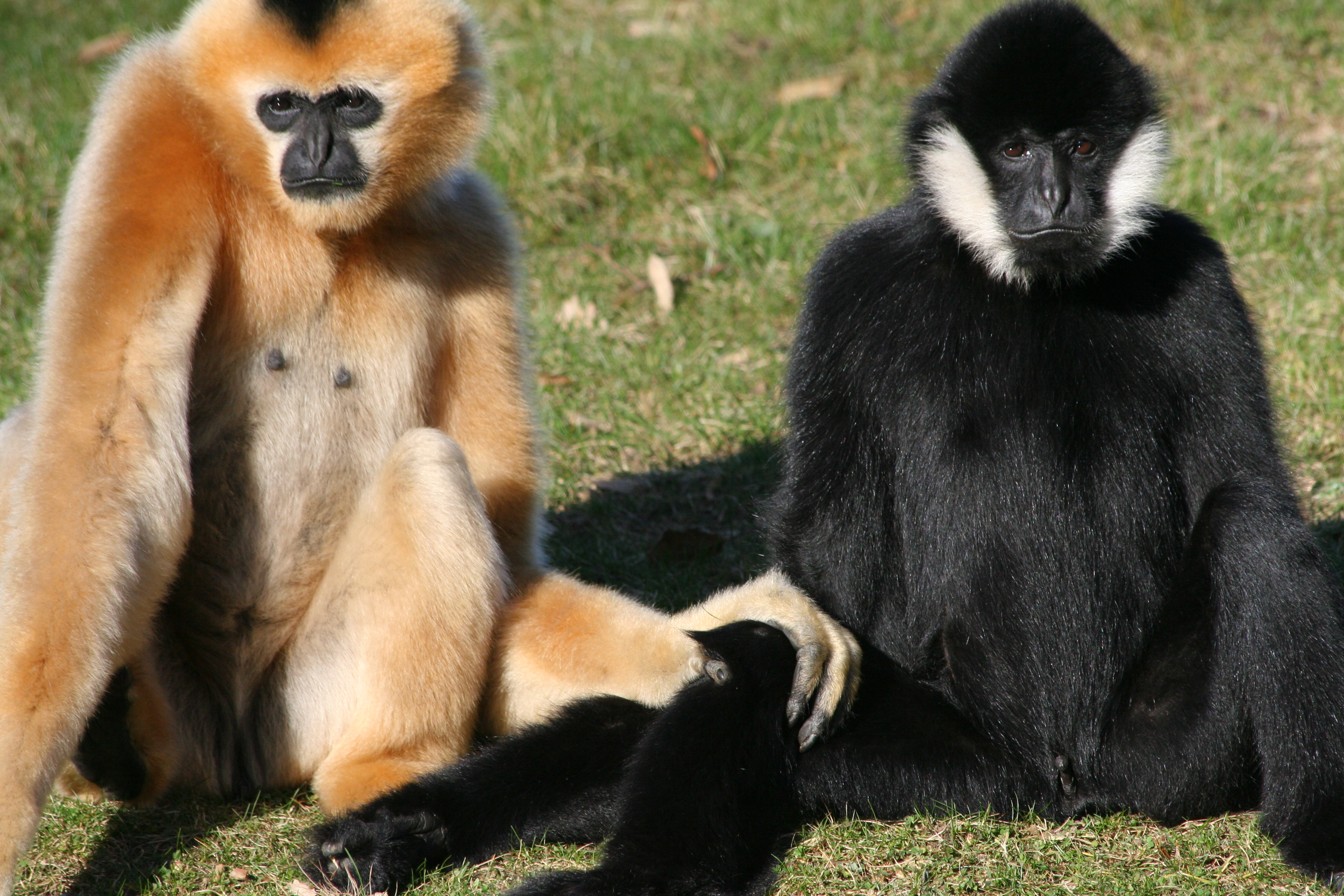
Una coppia di gibbone dalle guance bianche, la femmina è più chiara.

Il gibbone dal ciuffo si trova in una maggiore fascia di territorio sud-occidentale, mentre il gibbone lar Yunnan (Hylobates lar yunnanensis), una sottospecie di Hylobates lar o "gibbone dalle mani bianche", potrebbe oramai essersi estinto in Cina: l'ultimo individuo è stato osservato dagli zoologi nel 1988 e al 2002 risale l'ultima volta che è stato avvistato dagli abitanti locali. Un censimento effettuato nel novembre 2007 nella Riserva Naturale Nazionale Nangunhe per sondarne la popolazione non ha dato alcun segno della presenza di questo gibbone.
Il gibbone dalle guance bianche del nord è oramai quasi estinto nella zona di deserto a sud dello Yunnan dove abita in quanto viene cacciato dalle popolazioni locali perché considerato un amuleto di buona fortuna, oltre che per le ossa utilizzate per produrre gli strumenti di tessitura, ma anche per fare le bacchette per il cibo. A partire dal 2008, una popolazione in cattività di otto gibboni dalle guance bianche del nord viveva nella Riserva Naturale Mengyang; due dei soggetti sono stati rimessi in libertà, ma questi hanno tuttavia continuato ad aggirarsi nei dintorni per reclamare il cibo ai turisti di passaggio.
Il gibbone Hoolock leuconedys (hoolock orientale), che si distingue per i ciuffi bianchi di capelli al di sopra delle sopracciglia, si trova nello Yunnan occidentale, lungo il confine con la Birmania. Il gibbone Hoolock hoolock potrebbe invece essere stato trovato nel sud-est del Tibet.
Le scimmie più comunemente presenti in Cina sono i macachi, che hanno le guance di grandi dimensioni per conservare il cibo e vivono in grandi gruppi affiatati. La gamma del macaco Rhesus o comune si estende dal nord fino alla regione dei monti Taihang in Shanxi e giù fino all'isola di Hainan. Il grande macaco tibetano si vede spesso in siti turistici come il Monte Emei e la catena montuosa di Huangshan. Il macaco orsino ha una faccia rosso acceso e vive in tutta la Cina meridionale. Il Macaca cyclopis è endemico a Taiwan. Il macaco dell'Assam si trova nelle zone di maggior altitudine del sud e sud-ovest del Tibet, il macaca leonina è stabile nello Yunnan.
Tutti i gibboni e i macachi in Cina sono di Classe I tra le specie protette, ossia vengono considerati vulnerabili, ma il loro numero è nonostante ciò diminuito drasticamente. Il cervello di scimmia è una prelibatezza culinaria in alcune parti del Guangxi e del Guangdong, e i macachi sono spesso cacciati per il cibo. Le popolazioni Monpa e Lhoba del Tibet meridionale mangiano comunemente i macachi dell'Assam. Dal 1998 al 2004 il numero di macachi Rhesus in Cina è sceso da 254.000 a circa 77.000; nello stesso periodo di tempo, la popolazione tibetana di macachi è diminuita dell'83% andando da circa 100.000 a solo circa 17.000 unità.

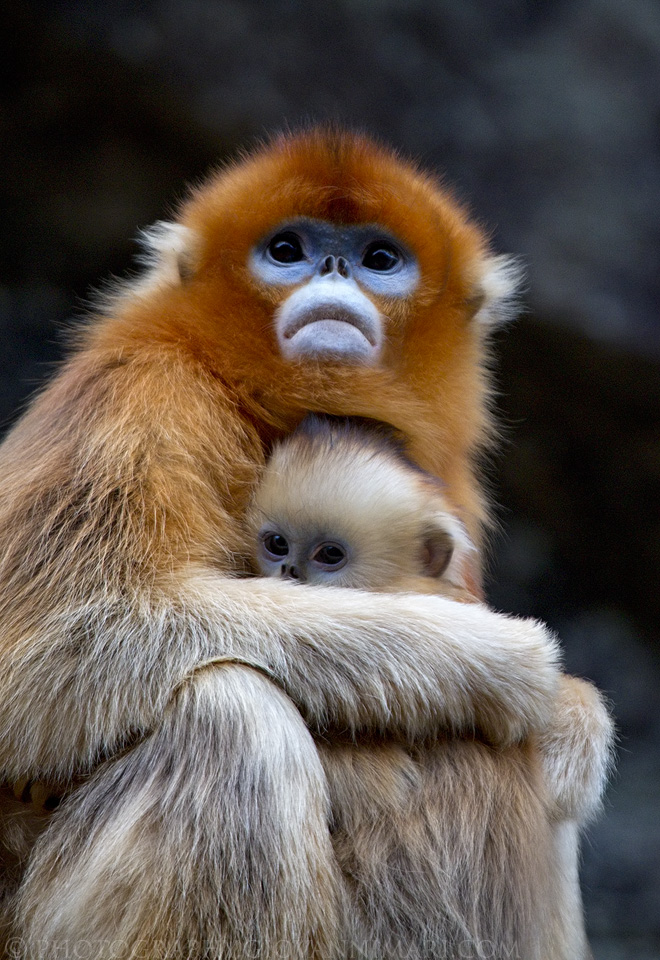
Un Rhinopithecus roxellana col piccolo in grembo.

La Scimmia dal naso camuso viene così denominata perché ha solo le narici e praticamente è senza naso; quattro delle cinque specie nel mondo si trovano in Cina, tra cui tre che sono endemiche. Tutti vivono nelle foreste montane ad altitudini di 1,500-3,400 metri sul livello del mare. Il Rhinopithecus roxellana dal manto dorato è il più famoso e più diffuso, con sottospecie presenti in Sichuan, Hubei e Shaanxi. Il Rhinopithecus brelichi grigio camuso è il più a rischio di estinzione, con circa 700 esemplari stimati, che si trovano solo in Guizhou. Il Rhinopithecus bieti nero conta circa 1.700 unità che vivono in 17 gruppi identificati soprattutto in Yunnan e nel Tibet orientale. Una piccola popolazione originaria della Birmania è stata trovata in Yunnan occidentale e nel 2011.
Le altre scimmie del Vecchio Mondo residenti in Cina comprendono il Trachypithecus francoisi, il Trachypithecus poliocephalus, il Trachypithecus phayrei, il Trachypithecus pileatus ed il Trachypithecus shortridgei, che collettivamente vengono classificate come lutung (Trachypithecus); mentre il Semnopithecus schistaceus o "langur grigio del Nepal", che è considerato un vero langur (Semnopithecus). Tutte queste specie sono in via di estinzione. I Lutungs, chiamati anche "scimmie foglia", posseggono braccia relativamente corte, con gambe più lunghe e lunghe code con un cappuccio di pelo sopra gli occhi. Il "langur François" si trova solo nella Cina sud-occidentale e nel nord del Vietnam. La gamma di langur a testa bianca è molto più rara, essendo presente solo nel sud del Guangxi e sull'isola di Cat Ba in Vietnam. Il Trachypithecus phayrei è nativo dello Yunnan e di una più ampia fascia dell'Indocina. Gli altri langur vivono lungo il confine tra Yunnan e Birmania. Il langur grigio nepalese è il più grande dei lutungs e viene trovato in Tibet meridionale.
A differenza delle scimmie raggruppate come haplorrhini, i lorinae sono Strepsirrhini: hanno grandi occhi, orecchie piccole, vivono sugli alberi e sono attivi di notte. Il Nycticebus pygmaeus (lori lento pigmeo) e il e il Nycticebus bengalensis (lori lento del Bengala) sono entrambi stati scorti nel sud dello Yunnan e nel Guangxi ed appartengono anch'essi alla classe I delle specie protette.

### Carnivori

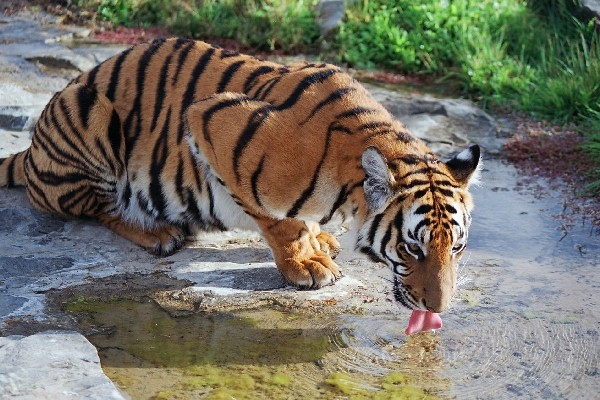
Una Panthera tigris amoyensis o "tigre della Cina meridionale", residente allo zoo di Shangai.

#### Felini
I maggiori esempi di Felidae comprendono la tigre, il leopardo, il leopardo delle nevi e il leopardo nebuloso.
Quello della tigre è uno dei 12 animali annuali dello zodiaco cinese ed è una figura simbolica di primissimo piano sia nella cultura cinese che nella stessa storia della Cina. Le ossa di tigre sono utilizzate nella medicina tradizionale cinese, mentre la sua pelliccia si può usare per la decorazione. L'animale è vulnerabile sia al bracconaggio accanito sia per la perdita costante di habitat. Quattro sottospecie di tigre sono originarie del territorio cinese; tutte si trovano in più o meno grave pericolo di estinzione, pertanto vengono protette e vivono all'interno delle riserve naturali.
La tigre siberiana, il più grande di tutti i felini esistenti, la si può incontrare nel Nordest del paese, lungo il confine con la Russia e la Corea del Nord; invece la tigre della Cina meridionale è una sottospecie endemica il cui habitat è ora limitato alle regioni di montagna dello Jiangxi, Hunan, Guangdong e Fujian. Alcuni esemplari di tigre indocinese sono state notate vivere nella provincia dello Yunnan, dove sono state istituite sei riserve naturali per la parziale protezione dell'ambiente naturale. A partire dal 2001 una piccola popolazione di 8-12 individui di tigre reale del Bengala sono state portate nella Riserva Naturale Medog nel sud del Tibet. Una quinta sottospecie di tigre, la tigre del Caspio, è stata intravista l'ultima volta nel bacino del fiume Manasi della regione autonoma dello Xinjiang (abitato degli Uiguri) nel 1960, ed è a tutt'oggi data per estinta.
Il leopardo è maggiormente diffuso, praticamente in tutta la Cina, seppur limitato in una situazione di frammentazione ambientale. Il leopardo della Cina settentrionale, una sottospecie considerata minacciata e protetta dallo Stato, è stato anche rinvenuto nelle montagne intorno a Pechino, invece il leopardo dell'Amur è un tipo di leopardo che si trova solitamente a vivere nella zona di Jilin lungo il confine con la Russia e la Corea del Nord; mentre il leopardo indocinese lo si può trovare nel sud. L'area di diffusione del leopardo delle nevi si estende attraverso l'Himalaya, l'Altopiano del Tibet, l'alto gruppo montuoso del Karakorum e la catena montuosa del Tien Shan nella Cina occidentale. Il leopardo nebuloso, il più piccolo dei grandi felini, si trova nelle regioni forestali in tutta la metà meridionale del paese sotto le montagne di Qinling: divenne localmente estinto a Taiwan solo nel 1972.
I felini di minori dimensioni includono il gatto dorato asiatico, il gatto del deserto della Cina, il gatto della giungla, il gatto selvatico, il gatto di Pallas, il gatto marmorizzato, il gatto leopardo, il gatto viverrino e la lince eurasiatica. Di questi, il gatto del deserto è endemico di Sichuan, Qinghai, Ningxia e Shaanxi; tra le altre diverse specie di gatto più piccole, tra cui il gatto leopardo e la lince, vengono ancora cacciati e catturati per la loro pelliccia, mentre il gatto dorato viene cacciato per le sue ossa, che vengono utilizzati come sostituto di quelle di tigre e leopardo nella medicina tradizionale.
Ogni specie di gatto, tranne il gatto leopardo e il gatto marmorizzato, si trova sotto la tutela e protezione dello Stato.

#### Lupi, cani e volpi
La famiglia (tassonomia) dei Canidae ha diversi membri presenti in Cina, tra cui il lupo grigio, il dhole, la volpe rossa e la volpe del tipo Corsac, la volpe tibetana e il cane procione. Il lupo grigio, il più grande dei canidi, ha due sottospecie in Cina; il lupo eurasiatico, che si trova in tutto lo Xinjiang, la Mongolia Interna e Heilongjiang nella frangia settentrionale del paese, ed il lupo tibetano che invece vive sull'Altopiano del Tibet. Alcuni dei primi cani potrebbero essere stati addomesticati proprio in Asia orientale e diverse razze di cani cinesi tra cui il shar Pei e il chow chow sono tra le più antiche in termini di somiglianza di DNA con il lupo grigio.
Il dhole è strettamente correlato allo sciacallo e al coyote ed è presente in tutto il paese. La volpe rossa, la più grande specie di volpe, la si può trovare anch'essa in ogni parte della Cina, tranne che nel nord-ovest; la volpe corsac si trova invece nel Nordest (Cina) e la volpe tibetana in Tibet, Qinghai, Sichuan, Gansu e Yunnan. Il cane procione infine, uno dei pochi canidi che possono arrampicarsi sugli alberi, è originario della Cina orientale e nord-orientale.
Le volpi (tra cui la non nativa volpe artica) e i procioni sono allevati per la loro pelliccia; si stima che almeno 1,5 milioni di volpi e circa lo stesso numero di procioni siano stati allevate all'interno delle aziende cinesi nel corso del 2004.

#### Panda e orsi
Il panda gigante, forse la più famosa in assoluto tra le specie di fauna selvatica, vive in sei vallate delle montagne di Min, Qionglai, Liang, Daxiangling, Xiaoxiangling e Qinling nella parte superiore del bacino del fiume Yangtze, che si sviluppa su 45 province del Sichuan, Gansu e Shaanxi. Solo circa 1.600 panda vivono in libertà (l'80% si trova nello Sichuan) insieme a circa 300 in cattività negli allevamenti cinesi e nei giardini zoologici. L'animale è raro e sfuggente; anche se classificato come un carnivoro, la dieta del panda gigante è per oltre il 90% costituita di bambù. La sua colorazione bianca e nera offre un alto camuffamento nelle fitte foreste, ma l'animale adulto non ha predatori naturali.
I panda giganti sono notoriamente difficili da allevare; hanno periodi di accoppiamento brevi e partoriscono solo uno o due cuccioli all'anno. Il piccolo di panda è il più minuto, in proporzione rispetto ai genitori, tra tutti i mammiferi placentati. Il panda gigante è oggi considerato un tesoro nazionale e nella sua qualità di specie in via di estinzione una delle maggiormente e con più accuratezza protette dalla legge statale. A partire dagli anni settanta, i panda giganti vengono usualmente regalati o prestati agli zoo stranieri come gesto di buona volontà diplomatica, la cosiddetta diplomazia del panda.
Tra le altre specie di orso più comuni in Cina abbiamo l'orso nero asiatico e l'orso bruno, che si trovano entrambi in gran parte del paese. Sottospecie di orso bruno sono l'orso bruno himalayano e l'orso blu tibetano in Tibet e l'orso bruno dell'Amur in Heilongjiang; l'orso malese si trova invece nello Yunnan. Gli orsi, soprattutto gli orsi neri, vengono anche allevati in cattività per raccogliere la loro bile da utilizzare nella medicina tradizionale cinese.
Il panda rosso, che a differenza del panda gigante non è un orso, bensì un parente della famiglia della donnola, si trova nel Sichuan e in Yunnan.

#### Zibetti e manguste
La famiglia dello zibetto, costituita da piccoli mammiferi pelosi che si nutrono di frutta, insetti e roditori, ha numerosi membri in tutta la Cina meridionale.
La paguma larvata è considerata una prelibatezza e viene sia cacciata sia allevata come prodotto alimentare; nel 2003 il coronavirus, quello che ha causato l'epidemia di SARS, è stato rintracciato nella paguma. Diversi tra gli zibetti più grandi come il Viverra megaspila, il Viverra tangalunga malese e il grande Viverra zibetha indiano vengono cacciati e catturati per la loro carne. Il piccolo Viverricula indica è intrappolato per la raccolta agricola delle secrezioni ghiandolari che producono il muschio (endocrinologia) usato per creare le note olfattive nell'ambito della profumeria, oltre che per motivi di medicina tradizionale. Altre specie di zibetto comprendono il musang, l'Arctogalidia trivirgata e il Chrotogale owstoni.
Della famiglia dello zibetto sono anche il linsango macchiato, un genere di Prionodon-linsang, e il binturong, che è anche conosciuto come "Bearcat"; il binturong, che è relativamente comune nel Sudest asiatico, si trova anche nel sud dello Yunnan. La gamma di linsang maculato si estende dal Tibet a Guangdong: queste due specie, insieme alle grandi e piccole specie di zibetto indiano, sono tutte di classe II protetta.

#### Lontre, tassi, donnole, faine e ghiottoni
La più vasta famiglia di mammiferi carnivori, i mustelidi, comprende la lontra, il tasso (mammifero), vari tipi di mustela, la martora e il ghiottone i quali si trovano tutti ampiamente in territorio cinese; questi mustelidi sono animali generalmente di dimensioni minute, con orecchie arrotondate e folta pelliccia, ma differiscono notevolmente in termini di abitudini di vita ed habitat naturale.
Lo zibellino, una specie di faina, è apprezzato per la sua pelliccia fine, che insieme con il ginseng e il corno vellutato del cervo sono conosciuti come i "tre tesori della Manciuria." Lo zibellino si trova nel Nordest (Cina) e nella regione dei monti Altaj dell'estremo nord del Xinjiang ove Cina, Russia e Mongolia s'incontrano. La faina della Cina occidentale e la martora himalayana dalla gola gialla
della Cina meridionale sono strettamente correlate allo zibellino.
La donnola montana siberiana, conosciuta localmente come "Yellow Rat Wolf", è la donnola più comune del territorio cinese, trovandosi praticamente in tutte le regioni e province; è molto famosa per la sua abilità nel rubare il pollame dagli agricoltori, ma aiuta anche a controllare la popolazione dei roditori: i peli della coda vengono utilizzati per fare il pennello a inchiostro della tradizionale calligrafia cinese. Altre specie sono la donnola e l'ermellino nel nord, la donnola dal ventre giallo e la Mustela strigidorsa nel sud, mentre la donnola degli Altai si incontra più ad ovest. La puzzola delle steppe è invece più grande della donnola siberiana e si trova in tutta la Cina settentrionale.
In cinese, il ghiottone si chiama "orso zibellino", perché è più grande di uno zibellino e più piccolo di un orso ed assomiglia ad entrambi questi animali; vive in caverne e tane, che non scavano, ma prendono da altri animali come l'orso, la volpe e la marmota bobak. I ghiottoni sanno essere anche creature feroci che possono combattere contro orsi e lupi per il cibo: si trovano nella catena montuosa del Grande Khingan dello Heilongjiang, nella Mongolia interna e sui monti Altaj del nord Xinjiang, ma in un numero di appena circa 200 individui.
La lontra europea si trova in gran parte dell'Eurasia, ma è invece quasi estinta a Taiwan, anche se alcuni esemplari sono stati trovati su alcune isole dell'arcipelago di Kinmen, al largo della costa dello Fujian. La lontra dalle piccole unghie orientale è la specie più piccola di lontra e vive tra le mangrovie e le paludi d'acqua dolce della Cina meridionale e a Taiwan. La lontra liscia è limitato a poche porzioni dello Yunnan e di Guangdong.
Come accade anche per lo zibellino (sable) e la martora, la pelliccia di lontra viene utilizzata nel settore dell'abbigliamento. Zibellini e ghiottoni sono di classe I fra le specie protette; mentre martore e lontre sono specie protetta in classe II.
Il tasso ha strisce bianche distintive sul volto, con una lunga striscia che si estende dal naso fino alla coda. Il tasso asiatico (Meles leucurus) si trova in gran parte della Cina e dell'Himalaya orientale. Il tasso a naso di porco (Arctonyx collaris) ha un muso del tutto simile a quello di un maiale e ha un raggio territoriale leggermente inferiore rispetto al tasso asiatico. Il "furetto-tasso" (Melogale) sono i più piccoli tassi e due specie vivono in Cina: il tasso-furetto cinese (Melogale moschata) si trova in gran parte del sud della Cina a sud del fiume Yangtze, mentre il melogale birmano (Melogale personata) è stanziato lungo il confine dello Yunnan con Laos e Vietnam.

#### Foche e leoni marini
I Pinnipedi sono classificati come carnivori e sono divisi tra phocidae-foche e otariidae; il primo gruppo non ha orecchie e non possono ottenere con le loro pinne posteriori posizionale sotto i loro corpi per eseguire la nuotata crawl. Il raggruppamento delle otarie, che comprendono il leone marine, hanno invece le orecchie a sventola e possono "camminare" con tutti e quattro gli arti facilmente anche a terra.
Le "foche con la barba" (Erignathus barbatus) in Cina si trovano lungo la costa del Zhejiang, del Fujian e del Guangdong in Oriente, oltre che in tutto il Mar Cinese Meridionale; la foca dagli anelli nel Mar Giallo e la foca maculata, che si trova principalmente nel Mare di Bohai ed il Mar Giallo settentrionale, ma sono stati visti a sud fino a Guangdong. Tutte le varie tipologie di foche sono in Classe II per la protezione degli animali. I leoni marini hanno protezione di Classe I.
Quella "maculata" è l'unica specie di foca che viene allevata in Cina. I suoi luoghi di riproduzione si trovano lungo il bordo della baia di Liaodong nel golfo di Bohai, tra cui l'estuario alla foce del fiume Shuangtaizi vicino Panjin e l'isola di Changxing vicino a Dalian. Queste tipologie di phocidae hanno subito una forte caccia da parte degli umani per la loro pelliccia e i genitali, che erano utilizzato per produrre un afrodisiaco. I loro habitat sono stati anche pesantemente danneggiato da opere di bonifica, piscicoltura, e dallo sviluppo delle estrazioni petrolifere.
Le ONG sudcoreane hanno cercato di sensibilizzare l'opinione pubblica a sostegno della protezione delle foche cinese, sia in Corea del Nord che nella Corea del Sud. Stazioni di protezione sono stati istituiti per monitorare le zone di riproduzione e le autorità per la protezione della fauna selvatica compensano quei pescatori che liberano le foche vive catturate nelle loro reti. Nel mese di aprile 2011, la costruzione di una lunga autostrada lungo la costa è stata interrotta a causa del suo impatto negativo sul terreno fertile delle foche.
Il Callorhinus ursinus, una foca del nord, appare di tanto in tanto al largo della costa della Cina orientale e meridionale e a sud di Taiwan.. La più grande delle otarie è il leone marino di Steller, che vive soprattutto nella regione artica, ma è anche visto lungo la costa del Mar Giallo in Jiangsu e del Golfo di Bohai nel Liaoning. Il Zalophus japonicus o "leone marino giapponese", che si estinse nel 1974, una volta ha abitato il Mar Giallo e il Golfo di Bohai.
Questi leoni marini una volta erano considerati una sottospecie di leone di mare della California fino al 2003, quando tassonomisti li riclassificati come una specie distinta. La Corea del Sud ha proposto uno sforzo congiunto con la Corea del Nord, la Russia e la Cina per reintrodurre leoni marini della California nelle acque del nord-est asiatico.

### Balene, delfini e focene
All'ordine dei cetacei appartengono la balena, il delfino e la focena, che rappresentano i mammiferi più adattati per vivere in ambiente acquatici; questi sono sostanzialmente divisi tra balene e balene dentate (Odontoceti). Le Balene dentate sono ulteriormente suddivise in delfini, delfini di fiume, focene e altre balene dentate vere e proprie, come il capodoglio. La Cina ha specie di cetacei che vivono sia in acqua dolce che in mare. Il quasi estinto delfino Baiji o Lipotes vexillifer e il delfino cinese (il Sousa chinensis) sono specie protette di classe I. Tutti gli altri cetacei in Cina sono specie protette di classe II.

#### Baiji
Il delfino dello Yangtze o "Baiji", noto anche come il delfino di fiume cinese, è una specie di acqua dolce (platanistoidea) che si trova solamente nella Cina meridionale lungo il corso del fiume Yangtze: il maschio adulto può crescere fino a 2,5 m di lunghezza e pesare 230 kg, mentre le femmine sono di dimensioni leggermente inferiori (2,1 m per 125 kg).
Ha il ventre bianco e si distingue dalla Neophocaena phocaenoides di colore grigio con cui condivide lo stesso spazio vitale; può vivere sino a vent'anni, nuotare a 60 km/h e basarsi sul sonar per orientarsi.

## Uccelli
L'avifauna della Cina dispone di un totale di 1.314 specie, di cui 52 endemiche, due delle quali sono state introdotte dagli esseri umani, e 55 sono rari o casuali in territorio cinese. Alcune specie sono estirpate in Cina e non sono incluso nel conteggio delle specie in quanto hanno subito l'estinzione locale. Ottantasette specie sono minacciate a livello globale.

## Rettili
La Cina ha una grande varietà di rettili, tra cui l'alligatore cinese (Alligator sinensis), la lucertola coccodrillo cinese (Shinisaurus crocodilurus) e il drago d'acqua cinese (un tipo di lucertola).

## Anfibi
Tra gli anfibi abbiamo la rana cinese commestibile (Hoplobatrachus rugulosus), la rana volante cinese (Rhacophorus dennysi) e la comune rana d'albero cinese (Hyla chinensis)

## Pesci
Tra i pesci uno dei più caratteristici del territorio è il pesce spatola cinese

## Invertebrati

### Molluschi e farfalle
https://web.archive.org/web/20160823015339/http://www.geapress.org/esotici/cina-il-racket-delle-farfalle/67401